# Miodusy-Dworaki
Miodusy-Dworaki [mjɔˈdusɨ dvɔˈraki] est un village polonais de la gmina de Perlejewo dans le powiat de Siemiatycze et dans la voïvodie de Podlachie. Il se situe à environ 4 kilomètres au sud de Perlejewo, à 23  kilomètres au nord-ouest de Siemiatycze et à 76 kilomètres au sud-ouest de Białystok. 